# تانقيرانغ
تانقيرانغْ (بالإنجليزية: Tangerang)‏ هي مدينة في مقاطعة بنتن، إندونيسيا. تبعد حوالي 25 كيلومتر (16 ميل) من غرب جاكرتا. وهي ثالث أكبر مركز حضري في منطقة "جابوتابك (Jabotabek) بعد جاكرتا وبيكاسي، الآن هي أكبر سادس مدينة في البلاد وأيضا أكبر مدينة في محافظة بنتن. وتبلغ مساحتها 164.54 كيلومتر مربع (63.53 ميل مربع)، وعدد سكان يبلغ 1,797,715 مسمة حسب التعداد السكاني الرسمي لعام 2010، وزاد إلى 2001925 نسمة حتى 2014، مما يجعلها الضاحية الثامنة الأكثر اكتظاظا بالسكان في العالم.
تانقيرانغ هي موطن لمطار سوكارنو هاتا الدولي والذي يخدم العاصمة جاكرتا والبوابة الرئيسية لاندونيسيا، ويقع فيها أيضا «مركز إندونيسيا للمؤتمرات والمعارض» (Indonesia Convention Exhibition) الذي افتتح في عام 2015م وهو أكبر مركز مؤتمرات ومعارض في إندونيسيا.

## التقسيم الإداري (الأحياء)
وتنقسم مدينة تانقيرانغ إلى ثلاثة عشر حي (كيكاماتان) (kecamatan)، الجدول أدناه يوضح الاحياء مع عدد السكان حسب تعداد عام 2010.
| الاسم                          | عدد السكان تعداد عام 2010 |
| ------------------------------ | ------------------------- |
| Ciledug                        | 147,023                   |
| Larangan                       | 163,901                   |
| Karang Tengah (Central Karang) | 118,473                   |
| Cipondoh                       | 216,346                   |
| Pinang                         | 160,206                   |
| Tangerang                      | 126,244                   |
| Karawaci                       | 171,317                   |
| Jati Uwung                     | 120,216                   |
| Cibodas                        | 142,479                   |
| Periuk                         | 129,384                   |
| Batuceper                      | 90,590                    |
| Neglasari                      | 103,504                   |
| Benda                          | 83,017                    |

## التعليم
تانقيرانغ هي موطن للتعليم والجامعات مثل الدولي:
- مدرسة جاكرتا نانيانغ (Jakarta Nanyang School)
- المدرسة الدولية الألمانية (German International School)
- أكاديمية العالم Sinarmas، BSD سيتي (Sinarmas World Academy, BSD City)
- مدرسة بيليتا هارابان (Pelita Harapan School).
- مدرسة ستيلا ماريس الدولية (Stella Maris International School)
- مدرسة جاكرتا اليابانية، بنتارو (Jakarta Japanese School, Bintaro)
- مدرسة جاكرتا البريطانية، بنتارو (British School Jakarta, Bintaro)
- جامعة بيليتا هارابان (Pelita Harapan University)
- جامعة الوسائط المتعددة نوسانتارا (Multimedia Nusantara University)
- جامعة BINUS علم سوتيرا الحرم الجامعي (BINUS University Alam Sutera Campus)
- جامعة السويسرية الألمانية (Swiss German University)
- Prasetiya مدرسة موليا الأعمال (Prasetiya Mulya Business School)
- جامعة محمدية تانقيرانغ (Muhammadiyah University Tangerang)

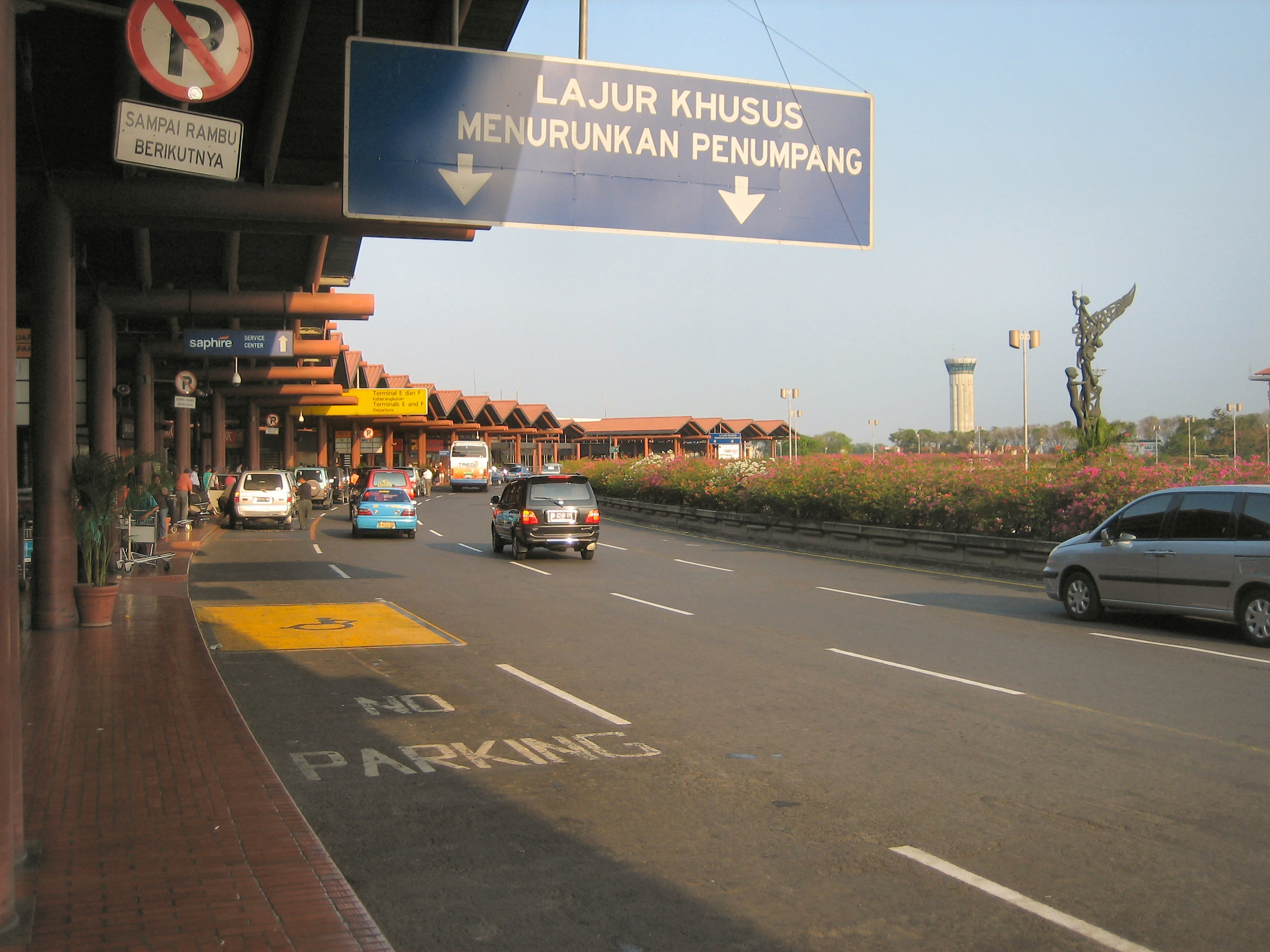
مطار سوكارنو هاتا الدولي - Terminal 1.

## المدن التوأم– مدن شقيقة
تانقيرانغ لديها توأمة مدن مع:
- غاتينو (كيبك)، كندا
- ميسيساغا، كندا
- مقاطعة أرلنغتون (فيرجينيا)، الولايات المتحدة الأمريكية
- بوتراجاي، ماليزيا

## معرض الصور

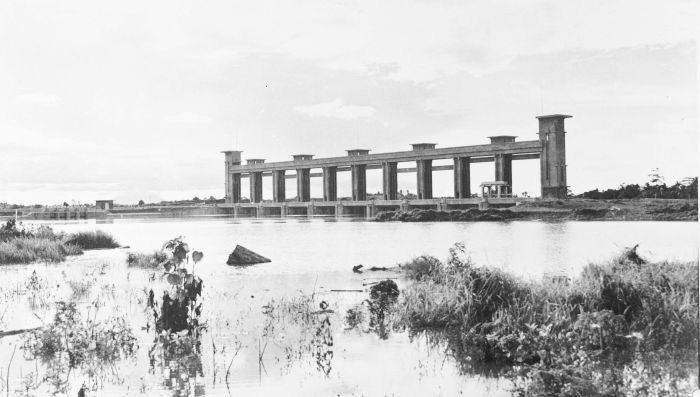
بوابة سد نهر تشي ساداني، السنوات 1915-1925.
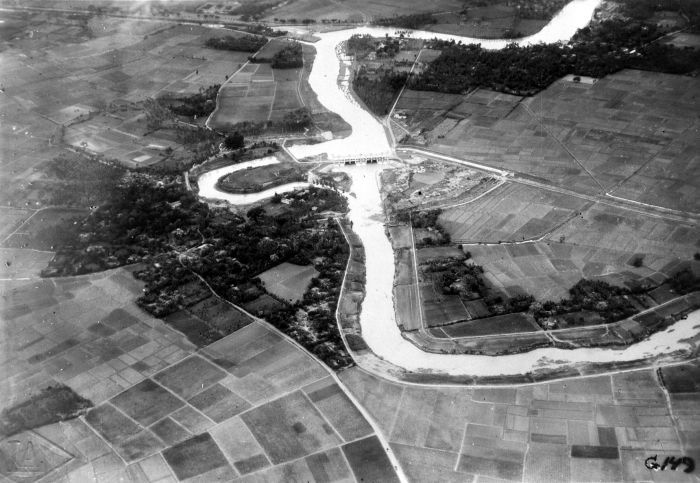
مشهد لنهر تشي ساداني من الأعلى، السنوات 1920-1922.
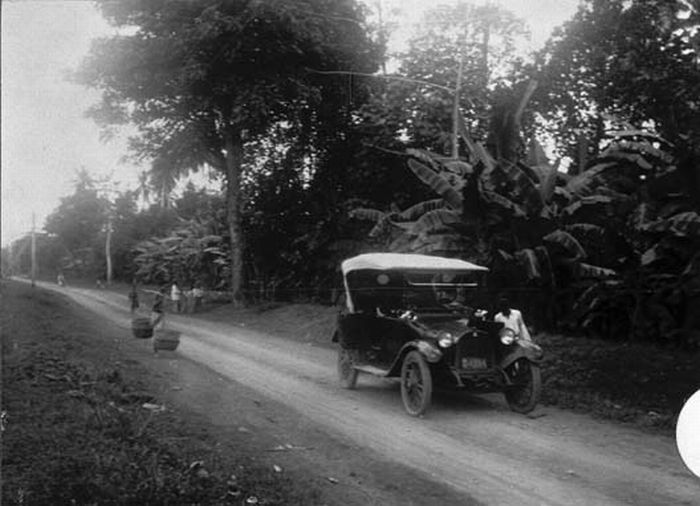
سيارة على الطريق إلى تانقيرانغ، جاوة الغربية. السنوات 1920-1922.

## وصلات خارجية
- (بالإندونيسية) الموقع الرسمي
- (بالإندونيسية) تكاليف الرعاية الصحية مجانا لمجتمع تانقيرانغ
- (بالإندونيسية) الطهي في السوق القديم تانقيرانغ
- (بالإندونيسية) لاكسا تانقيرانغ